# 姚孟賢
姚孟賢（1538年—？），字汝德，浙江寧波府慈谿縣人，軍籍，明朝政治人物。

## 生平
嘉靖四十三年（1564年）甲子科浙江鄉試第六十九名舉人。隆慶二年（1568年）中式戊辰科會試第一百六十八名，三甲第二百名進士。授贵池县知县，遷潮州府同知，乞終养归。

## 家族
曾祖姚鈺；祖父姚瀾，巡檢；父姚橓，母成氏。重庆下。